# Компілятор
Компіля́тор (англ. Compiler від англ. to compile — збирати в ціле) — комп'ютерна програма (або їх набір), що перетворює (компілює) початковий код, написаний певною мовою програмування (вихідна мова, англ. source language), на семантично еквівалентний код в іншій мові програмування (цільова мова, англ. target language), який зазвичай необхідний для виконання програми машиною, наприклад, комп'ютером. В СРСР, зокрема в УРСР, з 1952 року до середини 1960-х років використовувався термін програмувальна програма (ПП).
Коротко компілятор можна визначити як програму або технічний засіб, що виконує компіляцію.
Історично компілятором називалась програма, що зв'язувала підпрограми, чим і зумовлено походження слова. Сьогодні це завдання виконує компонувальник.
Для виконання програма не завжди повинна бути перекладена компілятором, існує також інший принцип: покрокове виконання програмних інструкцій інтерпретатором.

## Історія розвитку
Термін «компілятор» вперше з'явився на початку 50-х років, коли почала формуватися потреба підвищення продуктивності програмістів шляхом запровадження високорівневих мов програмування. Від початку комп'ютерні програми писали на асемблері — низькорівневій, апаратно-залежній мові. Зі збільшенням розміру пам'яті первісних комп'ютерів виникали нові можливості для оптимізації процесу створення програм і переходу на сутності вищого рівня.
Автором першого компілятора вважається Ґрейс Гопер, яка у 1952 році створила компілятор для мови А-0 Система. Цей компілятор являв собою окремий пристрій, який при завантаженні програм до оперативної пам'яті комп'ютера, без використання процесора, перекодовував програму у мнемонічних кодах (асемблері) у двійкові програмні коди. Тому цей перший компілятор функціонував як завантажувач та компонувальник, та його складно віднести до компілятора у сучасному розумінні цього терміна.
Першими компіляторами були програмувальні програми ПП-1 (1954 рік) та ПП-2 (1955 рік), які були реалізовані на ЕОМ «Стріла» в Москві.
Перший в світі компілятор універсальної мови програмування високого рівня — Адресної мови програмування (1955 р.) з опосередкованою адресацією (вказівниками) є Програмуюча Програма Адресної мови для ЕОМ "Київ" (ПП-АК) та ПП-2 (1955). Адресної мови програмування була реалізована під різними платформами, зокрема: комп'ютери М-20 (БЕСМ-3, БЕСМ-4), Урал, Дніпро, Мінськ тощо. Компілятори Адресної мови програмування писались на так званій ідеальній адресній обчислювальній машині (ІАОМ), яка є базовою частиною (підмножиною) Адресної мови програмування.
Оскільки Адресна мова програмування (1955 р.) мало відома закордоном, то часто помилково вважають авторами першого в світі повноцінного компілятора команду розробки мови програмування Фортран на чолі з Джоном Бакусом, яка представила винахід у 1957 році.
У 1960 році був представлений компілятор мови програмування Кобол, який теж мав можливість компілювати програми під різні платформи. Помилково вважають, що компілятор мови програмування Лісп 1962 року був першим компілятором, написаним мовою джерела компіляції, оскільки про технологію розробки компіляторів Адресної мови програмування мало кому відомо. Відтоді написання компілятора на мові, яку він компілює, стало поширеною практикою, відомими прикладами якої стали мови програмування С і Паскаль.

## Процес компіляції
Процес, у якому компілятор читає записану початковою мовою програму та записує цільовою мовою, називають компіляцією (трансляцією, перекладом). Залежно від типу компілятора та налаштувань, цей процес може бути як простим однопрохідним зчитуванням і записом результату, так і розгалуженою багатокроковою ресурсомісткою обробкою й аналізом вхідного коду для численних оптимізацій та налаштувань.
Загалом компіляцію поділяють на такі послідовні та залежні кроки:
1. Аналіз (front-end) — зчитування та розбиття початкової програми на складові частини для створення проміжного представлення.
  1. Лексичний аналіз — на цьому етапі послідовність символів сирцевого файлу перетворюється в послідовність лексем.
  2. Синтаксичний аналіз, під час якого послідовність лексем перетворюється в дерево розбору.
  3. Семантичний аналіз — перевірка відповідності правилам вхідної мови та побудова таблиці символів.
  4. Генератор проміжного коду будує проміжне представлення для подальших оптимізацій.
2. Синтез (back-end) — побудова цільової програми на базі проміжного представлення.
  1. Попередній аналіз проміжного представлення на залежності, потік даних та інші контекстні властивості, важливі для оптимізації.
  2. Оптимізація — покращення для швидкодії, розміру, паралелізму тощо.
  3. Генератор цільового коду створює кінцевий результат роботи компілятора — цільову програму.

У конкретних реалізаціях компіляторів ці етапи можуть бути розділені або, навпаки, поєднані в тому чи іншому вигляді.
Початкова мова визначається її синтаксисом — описом того, з яких конструкцій складається мова, та семантикою — набором правил, що визначають суть цих конструкцій.

### Аналіз (front-end)
Протягом аналізу, або початкової стадії (front-end), програму розбивають на частини, на які накладається граматична структура. Наступним кроком на базі цієї структури створюють проміжне представлення програми. Важливими елементами аналізу є виявлення синтаксичних помилок та семантичних невідповідностей, які відображає компілятор.
Також протягом фази аналізу збирається інформація до таблиці символів, ключової для фази компонування.
До фази аналізу зачислюють лексичний, синтаксичний та семантичний аналізи та фазу генерації проміжного коду.

#### Лексичний розбір
Лексичний розбір виділяють для спрощення побудови компілятора. Це лінійне сканування вхідної програми, при якому символи групують в токени — послідовності символів, що мають певне сукупне значення.
Наступний рядок мовою Паскаль
```
len := 3.14 * r;

```

складається з таких токенів:
1. Ідентифікатор len
2. Символ присвоєння :=
3. Числова стала 3,14
4. Знак множення *
5. Ідентифікатор r
6. Роздільник операторів ;

#### Синтаксичний аналіз
Послідовність машинних символів, які утворюють токен, називають лексемою токена. Токени мають тип (наприклад, ідентифікатор, числова стала — це типи токенів). Деякі токени мають лексичне значення (наприклад, значення числової чи рядкової константи, утвореної з лексеми токена). Завдання лексичного аналізатора — виокремити лексеми токенів і повідомити синтаксичний аналізатор про тип токена та його лексичне значення.
Ієрархічний аналіз називають розбором (англ. parsing) чи синтаксичним аналізом, у ході якого відбувається групування токенів програми. В синтаксичному аналізі символом називають токени (термінали) та групи токенів, об'єднаних у логічне ціле в процесі аналізу (нетермінали).
Синтаксис звичайно визначається контекстно-незалежною граматикою, що складається з символів — терміналів і нетерміналів, стартового символу що належить множині нетерміналів, та контесктно-незалежних продукцій.
Програма є послідовністю терміналів, яку можна вивести зі стартового символу, послідовно застосовуючи правила виводу (продукції). Продукція — це заміна послідовності символів S1 на послідовність символів S2 (Позначається. S1 : S2 або S1 -> S2). Продукція називається контекстно-незалежною, якщо S1 — один символ. Зазвичай розглядають лише контекстно-незалежні продукції.
Задача синтаксичного аналізатора — встановити шлях, яким вхідна програма виводиться зі стартового символу.
Наприклад, наступна граматика із трьох продукцій описує вирази (expression), що можуть складатись з ідентифікаторів (identifier), чисел (number) і знаку додавання +
```
expression : identifier
expression : number
expression : expression + expression

```

Перший рядок означає, що будь-який ідентифікатор є виразом.
Другий рядок означає що будь-яке число є виразом.
Третій рядок означає, що будь-яка послідовність з двох виразів, розділених знаком додавання, теж є виразом.
В цій граматиці символами є expression, number, identifier та +. Expression є стартовим символом і нетерміналом, решта символів є терміналами.

#### Семантичний аналіз
На базі синтаксичного дерева семантичний аналізатор перевіряє вхідну програму на відповідність правилам і визначенням мови програмування. Важливою частиною цієї фази є перевірка відповідності типів даних. Саме протягом семантичного аналізу виявляють помилки приведення типів, використання неініційованих змінних, відкладеного визначення типів.
У ході аналізу будується таблиця символів — ключове джерело посилань для подальшого компонування програми.

#### Генератор проміжного коду
Протягом своєї роботи компілятор може мати одне, або навіть декілька проміжних представлень коду, як вхідні параметри для різних фаз компіляції. Так, синтаксичне дерево побудоване протягом синтаксичного аналізу є прикладом такої проміжної структури.
Проте типовим принципом побудови компіляторів є генерація проміжного коду у кінці фази аналізу для подальшої оптимізації та трансляції у вихідну мову. Цей проміжний код ще не є вихідним кодом, але має важливі властивості: він має досить легко генеруватися та легко транслюватися у цільову мову.

### Синтез (back-end)
На базі проміжного представлення та наповненої таблиці функції конструюється вихідна програма.
Оскільки початковий вхідний код (а відповідно і проміжне представлення) може бути оптимізований як на базі високорівневих покращень, так і беручи до уваги детальне знання конкретної архітектури виходного коду, він підлягає декільком фазам аналізу. Аналізується час життя даних та їх проміжне переміщення за час роботи програми, деякі блоки коду ідентифікуються, як можливі кандидати до підстановки низькорівневим кодом. Після аналізу відбувається оптимізація та результат покращень транслюється у вихідну мову.
На цій фазі компіляції деякі фази вже є необов'язковими (аналіз, оптимізація) і можуть бути пропущені.

#### Попередній аналіз проміжного коду
З часів первинних компіляторів, коли проміжний код безпосередньо транслювався у вихідну мову, було розроблено велику кількість покращень, уточнень та оптимізацій в залежності від змісту вхідної програми. Сучасні компілятори можуть виконувати великий набір досліджень вхідного коду, щоб досягти переваги у продуктивності, використовуваній пам'яті, розмірі вихідного файла тощо. Приклад розповсюджених видів аналізу:
1. Аналіз потоку даних (англ. data-flow analysis) — побудова ланцюга використання-визначення (англ. Use-define chain) на базі якого у подальшого виконуються численні оптимізації.
2. Аналіз залежностей — пошук інструкцій та блоків коду, які не залежать від послідовності виконання в певному контексті.
3. Пошук псевдонімів (англ. alias) — в залежності від того, чи вказують певні змінні у певний момент часу на один і той самий об'єкт у пам'яті (є псевдонімами), можна робити припущення щодо взаємної їх підстановки та оптимізації.
4. Аналіз області видимості (англ. escape analysis) — динамічний аналіз часу життя та області видимості вказівників для ефективнішого використання пам'яті.

На цьому етапі також будується граф викликів — структура послідовності викликів функцій у вхідному коді, та граф потоку керування.

#### Оптимізація проміжного коду
Оптимізація є проміжним етапом перед кінцевою побудовою вихідного коду, під час якого код може бути покращений задля швидкодії, розміру результуючого файлу, ефективних обчислень на паралельних потоках виконання, об'єму використовуваній пам'яті тощо. За масштабом дії оптимізацію можна поділити на локальну, та глобальну.
Локальна оптимізація відбувається у межах базового блоку (групи послідовних команд без розґалуджень і переходів) і полягає у локальних поліпшеннях:
- видалення коду, який не використовується,
- пошук тотожних підвиразів,
- зниження складності підрахунків шляхом заміни на більш дешеві операції (як приклад, степінь замінити множенням),
- згорання констант (англ. constant folding) — підрахунок і заміна констант їх значеннями,
- поліпшення повернення значення
- локальне розподілення регістрів (англ. register allocation)

Більш просунутою та розширеною є глобальна оптимізація на рівні сутностей суцільної програми. Під час глобальних оптимізацій інтенсивно використовуються результати попередніх аналізів — потоку даних, залежностей та інших. Серед численних оптимізацій можна виділити:
- Глобальне розподілення регістрів (англ. global register allocation)

- Розмотування циклів
- Усунення загальних підвиразів
- Автоматичне розпаралелення
- Оптимізація циклів для розпаралелення

#### Генерація цільового коду програми
Останньою фазою компіляції є саме створення вихідного коду програми. За створення відповідає генератор цільового коду, який на базі проміжного представлення та з урахуванням оптимізацій виводить еквівалентну вихідну програму. Основними вимогами до генератора є збереження семантичного змісту вхідного коду та ефективне використання ресурсів у вихідному коді цілі.
Виділяють такі задачі, притаманні фазі генерації:
- Вибір команд — саме трансляція команд входу у код цілі.
- Впорядкування команд — визначення порядку слідування команд, місце для останніх можливих оптимізацій.
- Розподіл та призначення регістрів — вибір змінних, які будуть знаходитися у пам'яті в у кожен момент часу програми, та їх розміщення у конкретних регістрах.
- Налагоджувальна інформація (англ. debug data) додається саме на цій фінальній стадії.

## Види компіляторів
За принципом роботи можна виділити такі види компіляторів:
- Однопрохідні — компіляція здійснюється в один прохід пропускаючи багато проміжних кроків оптимізацій і перевірок. Перші компілятори мови Pascal.[7]
- Компілятори у зшитий код (англ. threaded code) — код, який повністю складається з підпрограм. По суті компілятор просто замінює кожну інструкцію вхідного коду на підпрограму вихідного — зшиває з заготівок.[8] Такий компілятор має мова програмування Forth.[9]
- Інкрементальні компілятори — деякі функції можуть бути скомпільовані під час виконання інкрементально, наприклад у поєднанні з інтерпретованим виконанням. Такий тип компіляторів поширений у сімействі LISP.
- Передфінальний компілятор (англ. stage compiler), який компілює у вихідну мову теоретичної машини. Такий компілятор реалізований для мови програмування Prolog; він генерує вихідний код для абстрактної машини Уоррена (англ. Warren Abstract Machine).[10]
- Динамічний компілятор (англ. JIT, just-in-time) — компіляція на льоту. Див. нижче.
- Компілятор зі змінними цілями (англ. retargetable), який відносно просто можна змінити для генерації цільового коду під іншу архітектуру процесору. Загалом така властивість досягається шляхом зниження якості вихідного коду (у порівнянні з цільовими компіляторами під конкретний процесор). Представником такого типу компіляторів є набір GCC.
- Компілятор розпаралелення, який генерує вихідних код для запуску на паралельній архітектурі.
- Компілятор компіляторів[en] — транслятор, що сприймає формальний опис мови програмування й генерує компілятор для цієї мови.[джерело?]
- Векторизувальний. Транслює вихідний код в машинний код комп'ютерів оснащених векторним процесором.
- Багатопрохідний компілятор[en].

Види компіляторів C
- Borland International

Вихід компілятора Turbo C являє собою розумний, але не дуже оптимізований код. Крім згортки констант, видалення зайвих завантажень регістрів і алгебраїчних спрощень, компілятор виконує тільки зниження потужності, видалення недосяжного коду і розміщення змінних у регістрах. Він не підтримує інші загальні методи оптимізації, такі як видалення зайвих збережень, загальних підвиразів і змінні індукції циклу, а також винесення інваріантного коду. Turbo C розумно керує прологом і епілогом функцій і використанням регістрів, засилаючи в стек і витягаючи тільки ті регістри, що явно використовуються усередині тіла функції.
- Computer Innovation Inc

Компілятор C86Plus виробляє чудовий код із середнім рівнем оптимізації. Він виконує базові прийоми оптимізації, такі як згортка констант і розмноження копій. Однак він не виконує розмноження констант для видалення зайвих збережень. Хоча компілятор успішно виконує алгебраїчні спрощення, він породжує зайві інструкції через те, що розміщає результати в регістрах, замість того, щоб поміщати їх у змінні. Цей ефект виявляється в том, що при розміщенні змінних у регістрах починаються спроби перерозміщення, тому що при виконанні декількох операторів результати в дійсності повинні бути привласнені відповідним змінним. Хоча C86Plus успішно справляється зі згорткою явних присвоювань, що дублюються, в одне присвоювання, видалення зайвих збережень він виконує хитливо. Він не виконує істотну оптимізацію циклів.
- Datalight Inc

З появою Optimum-C Datalight стала одним з перших постачальників, що запропонували оптимізований компілятор. Хоча набір тестів не підтвердив наочно претензії Datalight на глобальну оптимізацію, Optimum-C спрацював так добре в деяких фрагментах тесту, що продемонстрував слабкі фрагменти набору, які вимагають змін для удосконалення бажаної перевірки. Наприклад, у першій версії функції jump-compression не поверталося значення, що робило всі обчислення і присвоювання у функції зайвими. Optimum-C виявив це і видалив велику частину коду функції, включаючи ланцюжок переходів. У тесті розмноження констант і копій Optimum-C визначив, що присвоювання i5 в обох умовних операторах є зайвим стосовно наступних присвоювань. Компілятор видалив не тільки ці присвоювання, але й умовні оператори. Незадовільним виявилося видалення зайвих збережень значень регістрів. Optimum-C — єдиний компілятор, що намагався виконати глибоке видалення загальних виражень. Перевірка згенерованого коду показала, що загальне вираження i5+i2 було переміщено вище першого базового блоку умовного оператора, але не було вилучено з другого. Поза обмеженнями на стандартне використання регістрів, що накладаються сімейством мікропроцесорів 80x86, Optimum-C розумно використовує регістри. У функції jump-compression кожен переданий параметр був поміщений у регістр. Усередині тіла функції не було посилань у пам'ять, крім початкового засилання в регістри. Однією важливою областю, у якій компілятор Optimum-C вимагає поліпшень, є оптимізація циклів. Компілятор не намагається виконувати винесення інваріантного коду і видалення змінних індукції циклу. Тест виконання показав, що компілятор Datalight дуже ефективно керує введенням/висновком getc/putc, а інші тести виконуються в прийнятний час.
- Lattice Inc

Компілятор, що має велику історію, Lattice MS-DOS C послідовно удосконалювався з кожною новою версією. Він відомий як генератор стабільного, передбачуваного коду і виконує помірну оптимізацію. Lattice С виконує зниження потужності, стиск ланцюжка переходів і видалення загальних підвиразів. Він не видаляє присвоювання, що дублюються після тесту вбудованих функцій і зайві присвоювання у функції dead-code. Lattice C не виконує оптимізацію циклів.
- Manx Software Systems Inc

Компілятор Aztec C86 згенерував чудовий код з досить гарним рівнем оптимізації. Крім згортки констант і алгебраїчних спрощень, Aztec C86 виконав зниження потужності і видалення загальних підвиразів. Однак, він не виконав видалення зайвих присвоювань і не видаляв недосяжний код. Aztec C86 згенерував код для недосяжного оператора printf разом з безумовним переходом через нього. Оскільки будь-яка програма на Сі має значну кількість викликів функцій, заголовок кожного виклику необхідно мінімізувати. Aztec C86 використовує незвичайний, але ефективний підхід до рішення цієї проблеми. На виході компілятора виходить текст у мові асемблера, що обробляється окремим асемблером. Компілятор вставляє в текст директиви умовного асемблювання навколо коду, що встановлює стековий кадр і зберігає регістри. Після генерації коду функції, компілятор визначає символи для керування установкою стекового кадру і збереження тільки тих регістрів, що використовуються у функції. Aztec C86 не зміг вирішити задачу перетворення ланцюжка переходів в один перехід до кінцевої мети. Він також не виконував оптимізацію циклів.
- Metaware Inc

High C виробляє чудовий код із середнім рівнем оптимізації. Компілятор виконує всі базові види оптимізації, включаючи згортку констант і алгебраїчні спрощення, видалення зайвих операцій завантаження регістрів, зниження потужності і видалення загальних підвиразів. Компілятор Metaware видаляє недосяжний код, але не видаляє зайві присвоювання. High C розумно використовує машинно-залежні інструкції. Компілятор удосконалить завантаження констант із крапкою, що плаває, використовуючи команду копіювання рядків MOVS процесорів 80x86 для запису значень із крапкою, що плаває, обчислених під час компіляції. Він також генерує інструкцію LEAVE процесорів 80x86 для епілогу функцій, але встановлює адресацію стекового кадру в пролозі функції за допомогою окремих інструкцій, а не використовуючи більш тривалу інструкцію ENTER. Компілятор High C не виконує винесення інваріантного коду, важливий метод оптимізації циклів. Він також не зміг застосувати успішне видалення змінних індукції циклів. Вбудовані функції підтримуються для декількох цілочисленних і строкових операцій, таких як strlen.
- Microsoft C

У версії 5.0 свого компілятора Сі корпорація Microsoft вивела на ринок PC високий рівень оптимізації коду. Microsoft приділяє багато уваги аналізу циклів. C 5.0 — єдиний з розглянутих компіляторів, що виконує винесення інваріантного коду і сьогоденне видалення змінних індукції циклів. Компілятор Microsoft C 5.0 чудово використовує регістри, намагаючись мінімізувати звертання до пам'яті в тілі циклу . Простий приклад циклу в коді тесту демонструє ступінь оптимізації циклів, який виконує Microsoft C 5.0. Компілятор застосовує зниження потужності і цілком видаляє константне множення, виявляє кінцевий стан змінних, і поміщає в регістри всі змінні всередині циклу. C 5.0 видаляє цикл for і генерує код тільки з метою установки кінцевого стану змінної — індексу циклу й оператора, включеного в цикл. Компілятор також добре використовує регістри. Увага фірми Microsoft до оптимізації винагороджується при роботі тесту виконання. Він виконується за час, що є кращим чи близько до кращого по кожній категорії.
- WATCOM

Новітній суперник, що завойовує позиції на ринку компіляторів C — WATCOM C 6.0 (див. Product Watch, Philip N. Hisley, за цей місяць). C 6.0 виробляє компактний код, що чудово використовує трохи обмежений комплект регістрів сімейства 80x86. Крім виконання базових прийомів оптимізації, він підтримує зниження потужності і видалення недосяжного коду і загальних підвиразів. У той час, як Microsoft досягає поліпшення коду завдяки оптимізації циклів, WATCOM збільшує швидкість шляхом зменшення керуючих заголовків викликів функцій до їхнього абсолютно мінімального розміру. Він досягає цього, шляхом переважної передачі параметрів через регістри, а не через стек. WATCOM дуже добре видаляє недосяжний код. C 6.0 не тільки видалив непотрібні присвоювання і недосяжний код усередині функції, але він також видалив пролог і епілог функції і згорнув усю функцію до простого повернення, приписавши ім'я функції до інструкції повернення основної функції. На завершення всього, компілятор видалив локальний виклик функції. Наскільки C 6.0 витончений у знищенні марної функції, настільки ж він безпомічний при видаленні марного присвоювання, що дублюється. Найбільш важлива область, за яку WATCOM C 6.0, як і Optimum-C, не зміг узятися, була оптимізація циклів. Він не підтримує винесення інваріантного коду і видалення змінної індукції циклів. Хоча C 6.0 не виконує розгортання циклів в окремі команди, він (також як Datalight Optimum-C і Computer Innovations C86Plus) використовує команду REP/STOSW процесорів 80x86 для ініціалізації тестового масиву, завдяки чому видаляє цикл. Прекрасна генерація коду в WATCOM, зокрема, розумне використання регістрів, дає йому дуже важливу перевагу. Він переміг у більшості тестів, що інтенсивно використовують процесор, і при цьому виконувався для великої моделі в кращий час, ніж більшість інших компіляторів для малої моделі. До слабких сторін WATCOM можна віднести введення/виведення файлів, використання getc і putc. Тут він близький до найгірших компіляторів.

## Стратегії компіляції
Компілятори слугують своїм цілям у різний спосіб для різних мов програмування та парадигм. Так, якщо історично первинні компілятори транслювали код мови у апаратно залежний асемблер, то з часом виникла потреба у додаткових методах та шарах абстракції — компіляції на льоту, транслювання більш високорівневого коду в менший за рівнем, оптимізації по використанню вже скомпільованого коду тощо.
Поширені стратегії компіляції:
1. Компіляція перед виконанням (англ. AOT, ahead-of-time). Класичний принцип, коли компіляція проводиться окремо від виконання, зазвичай у відмінному від місця виконання середовищі. Компілятори мов програмування Pascal, C, C++, BASIC, Fortran, COBOL використовують стратегію такої попередньої компіляції.

| Переваги |
| --- |
| - Швидке завантаження в браузері. Витрачається менше часу за рахунок того, що застосунок компілюється до завантаження в браузер та кінцеві файли мають менший розмір. |
| - Виявлення помилок під час збірки. Мається можливість виправити всі помилки до запуску застосунку в режимі експлуатації.                                             |
| - Підвищена безпека. |

1. Компіляція під час виконання (англ. JIT, just-in-time), відома також як динамічна компіляція. Суть полягає у компіляції часу виконання (англ. run time), коли текст вхідної мови перетворюється у машинний код на льоту й тут же виконується. Ця техніка поєднує у собі методи як попередньої компіляції у проміжний код так і інтерпретації цього проміжного коду під час виконання. Будучи більш продвинутою технікою, компіляція на льоту має досить суворі вимоги до простоти компіляції, і не є доцільною для певних мов програмування.[11] Принциповим представником JIT компіляції є середовище виконання мови Java, піонером же вважається Smalltalk.
2. Транскомпіляція, або компіляція з однієї високорівневої мови в іншу (англ. source-to-source). Принциповою відмінністю даної стратегії є те, що як вхідний так і вихідний код є мовами програмування високого рівня. Типовими прикладами використання є підготовка коду для паралельної оптимізації, перекомпіляція старішого коду для нової версії стандарту мови програмування, компіляція мов-надбудов у базову мову. Представниками таких мов програмування є CoffeeScript[12], Dart, Haxe, Coccinelle[13].
3. Перекомпіляція — динамічна компіляція частин програми під час виконання (англ. dynamic recompilation). Особливість деяких серед виконання — емуляторів та віртуальних машин, перекомпільовувати деяку частину програми під час її роботи. Ця техніка використовується для переносу коду на іншу архітектуру під час його виконання, зокрема для запуску застарілих програм на сучасних операційних системах. Широко використовується Java run time[14] та .Net Common Language Runtime[15], а також багатьма віртуальними машинами.
  - Основними завданнями, які повинен виконувати динамічний рекомпілятор, є:
    - Читання машинного коду з вихідної платформи
    - Видає машинний код для цільової платформи

## Відомі компілятори
- Amsterdam Compiler Kit — набір засобів для написання компіляторів для системи Minix авторства Ендрю Таненбаума та Серіла Якобса.
- GCC — відомий набір компіляторів C та пізніше C++, створений Річардом Столменом; широко поширений у світі Linux.
- Clang — компілятор сімейства C/C++, який використовує технологію LLVM — віртуальної машини на базі проміжного представлення коду.
- Turbo Pascal — видатний компілятор створений Андерсом Гейлсбергом у 1983 році.
- Turbo C — компілятор мови C розроблений компанією Borland у 1987 році.
- Mono — багатоплатформовий набір засобів та компілятор мови C#, у вільному доступі.
- PyPy — JIT-компілятор мови Python написаний на мові Python.

### Генератори аналізаторів
Побудовані алгоритми, що перетворюють опис вхідної мови у програму, що виконує аналіз і є велика кількість реалізацій цих алгоритмів. Є також утиліти, що автоматизують решту фаз компіляції та системи створення компіляторів у цілому
В Unix поширені генератор лексичних аналізаторів (F)Lex, та генератори синтаксичних аналізаторів
Bison та Yacc.